# Serie A2 1988-1989 (rugby a 15)
La serie A2 1988-89 fu il 55º campionato di seconda divisione di rugby a 15 in Italia.
Si tenne dal 18 settembre 1988 al 7 maggio 1989 tra 12 squadre a girone unico e fu vinto dall'Amatori Catania davanti al Parma; le due squadre, che erano retrocesse l'anno prima dalla massima divisione, furono promosse in serie A1 per la stagione successiva e parteciparono ai playoff scudetto, venendo tuttavia eliminate al primo turno.
Le squadre dal terzo al sesto posto di A2 spareggiarono contro quelle dal settimo al decimo posto di A1 per tentare di salire in categoria superiore, cosa che riuscì al Livorno che batté il Noceto.
A retrocedere in serie B furono le ultime due classificate, Viadana e Tre Pini Padova.

## Squadre partecipanti
| Club            | Sponsor                   | Città     | Impianto interno   |
| --------------- | ------------------------- | --------- | ------------------ |
| Amatori Catania |                           | Catania   | Stadio Goretti     |
| Belluno         |                           | Belluno   | Safforze           |
| Benevento       | IMEVA (edilizia stradale) | Benevento | Stadio Pacevecchia |
| Livorno         | Corime                    | Livorno   | Stadio Montano     |
| Mirano          | Metalplastica             | Mirano    | Stadio di Rugby    |
| Paganica        |                           | Paganica  |                    |
| Parma           |                           | Parma     | Stadio f.lli Cervi |
| Rugby Roma      |                           | Roma      | Stadio Tre Fontane |
| Tarvisium       |                           | Treviso   | Campo San Paolo    |
| Tre Pini Padova |                           | Padova    | Stadio Tre Pini    |
| Viadana         |                           | Viadana   | Stadio Zaffanella  |
| Villorba        |                           | Villorba  |                    |

## Prima fase

### Risultati
|       | 1ª/12ª giornata               |       |
| ----- | ----------------------------- | ----- |
| 9-11  | Am. Catania - Tarvisium       | 24-3  |
| 12-15 | Belluno - Paganica            | 12-9  |
| 16-16 | Benevento - Rugby Roma        | 3-19  |
| 15-24 | Mirano - Villorba             | 6-7   |
| 22-10 | Parma - Tre Pini Padova       | 20-15 |
| 21-33 | Viadana - Livorno             | 9-48  |
|       |                               |       |
|       | 4ª/15ª giornata               |       |
| 9-15  | Livorno - Benevento           | 17-15 |
| 19-18 | Paganica - Tarvisium          | 10-23 |
| 3-22  | Rugby Roma - Parma            | 9-33  |
| 6-31  | Tre Pini Padova - Am. Catania | 8-38  |
| 13-3  | Viadana - Mirano              | 6-12  |
| 21-21 | Villorba - Belluno            | 13-29 |
|       |                               |       |
|       | 7ª/18ª giornata               |       |
| 19-12 | Am. Catania - Mirano          | 10-3  |
| 12-16 | Belluno - Benevento           | 12-21 |
| 12-12 | Paganica - Livorno            | 9-15  |
| 8-6   | Parma - Viadana               | 6-16  |
| 19-30 | Rugby Roma - Tre Pini Padova  | 16-3  |
| 6-9   | Tarvisium - Villorba          | 6-9   |
|       |                               |       |
|       | 10ª/21ª giornata              |       |
| 21-10 | Belluno - Rugby Roma          | 6-42  |
| 39-28 | Benevento - Tarvisium         | 13-18 |
| 13-6  | Livorno - Villorba            | 12-12 |
| 15-12 | Mirano - Tre Pini Padova      | 16-9  |
| 9-13  | Parma - Am. Catania           | 3-44  |
| 18-6  | Viadana - Paganica            | 13-23 |

|       | 2ª/13ª giornata             |       |
| ----- | --------------------------- | ----- |
| 28-15 | Livorno - Belluno           | 18-12 |
| 10-12 | Paganica - Am. Catania      | 7-18  |
| 30-12 | Rugby Roma - Mirano         | 10-12 |
| 11-31 | Tarvisium - Parma           | 12-34 |
| 10-18 | Tre Pini Padova - Benevento | 27-28 |
| 24-6  | Villorba - Viadana          | 3-6   |
|       |                             |       |
|       | 5ª/16ª giornata             |       |
| 20-12 | Am. Catania - Livorno       | 19-12 |
| 24-14 | Belluno - Tre Pini Padova   | 36-21 |
| 25-27 | Benevento - Viadana         | 21-6  |
| 9-18  | Paganica - Villorba         | 9-12  |
| 19-9  | Parma - Mirano              | 16-19 |
| 6-12  | Tarvisium - Rugby Roma      | 19-22 |
|       |                             |       |
|       | 8ª/19ª giornata             |       |
| 21-27 | Benevento - Parma           | 15-15 |
| 10-4  | Livorno - Tarvisium         | 14-13 |
| 15-9  | Mirano - Belluno            | 15-12 |
| 38-8  | Tre Pini Padova - Paganica  | 6-28  |
| 9-37  | Viadana - Am. Catania       | 6-26  |
| 12-12 | Villorba - Rugby Roma       | 12-18 |
|       |                             |       |
|       | 11ª/22ª giornata            |       |
| 43-9  | Am. Catania - Belluno       | 9-22  |
| 19-12 | Paganica - Parma            | 16-29 |
| 22-15 | Rugby Roma - Viadana        | 15-9  |
| 9-18  | Tarvisium - Mirano          | 21-36 |
| 10-15 | Tre Pini Padova - Livorno   | 10-47 |
| 24-18 | Villorba - Benevento        | 20-28 |

|       | 3ª/14ª giornata             |       |
| ----- | --------------------------- | ----- |
| 28-16 | Am. Catania - Rugby Roma    | 14-0  |
| 6-15  | Belluno - Tarvisium         | 18-20 |
| 32-14 | Benevento - Paganica        | 0-13  |
| 23-3  | Mirano - Livorno            | 0-29  |
| 15-4  | Parma - Villorba            | 12-6  |
| 31-16 | Viadana - Tre Pini Padova   | 3-36  |
|       |                             |       |
|       | 6ª/17ª giornata             |       |
| 6-6   | Livorno - Parma             | 6-20  |
| 6-9   | Mirano - Benevento          | 6-9   |
| 12-13 | Rugby Roma - Paganica       | 19-19 |
| 4-6   | Tre Pini Padova - Tarvisium | 9-24  |
| 14-16 | Viadana - Belluno           | 22-42 |
| 7-7   | Villorba - Am. Catania      | 9-33  |
|       |                             |       |
|       | 9ª/20ª giornata             |       |
| 28-9  | Am. Catania - Benevento     | 16-23 |
| 15-16 | Belluno - Parma             | 6-27  |
| 9-17  | Paganica - Mirano           | 9-19  |
| 15-9  | Rugby Roma - Livorno        | 6-6   |
| 19-0  | Tarvisium - Viadana         | 15-15 |
| 12-9  | Villorba - Tre Pini Padova  | 27-9  |

### Classifica
|  |     | Squadra         | G  | V  | N | P  | PF  | PS  | P±   | B | Pt |
|  | --- | --------------- | -- | -- | - | -- | --- | --- | ---- | - | -- |
|  | 1.  | Amatori Catania | 22 | 18 | 1 | 3  | 498 | 206 | 292  | 0 | 37 |
|  | 2.  | Parma           | 22 | 16 | 2 | 4  | 402 | 201 | 201  | 0 | 34 |
|  | 3.  | Livorno         | 22 | 13 | 4 | 5  | 374 | 272 | 102  | 0 | 30 |
|  | 4.  | Benevento       | 22 | 12 | 2 | 8  | 394 | 370 | 24   | 0 | 26 |
|  | 5.  | Villorba        | 22 | 10 | 4 | 8  | 291 | 299 | −8   | 0 | 24 |
|  | 6.  | Mirano          | 22 | 12 | 0 | 10 | 289 | 294 | −5   | 0 | 24 |
|  | 7.  | Rugby Roma      | 22 | 9  | 4 | 9  | 343 | 320 | 23   | 0 | 22 |
|  | 8.  | Tarvisium       | 22 | 8  | 1 | 13 | 307 | 361 | −54  | 0 | 17 |
|  | 9.  | Belluno         | 22 | 8  | 1 | 13 | 367 | 424 | −57  | 0 | 17 |
|  | 10. | Paganica        | 22 | 7  | 2 | 13 | 286 | 367 | −81  | 0 | 16 |
|  | 11. | Viadana         | 22 | 5  | 1 | 16 | 271 | 456 | −185 | 0 | 11 |
|  | 12. | Tre Pini Padova | 22 | 3  | 0 | 19 | 312 | 481 | −169 | 0 | 6  |

## Play-offA1/A2
|  | Play-off |           |          |    |    |  |
|  |          |           |          |    |    |  |
|  | A1/7     | Calvisano | 19       | 6  | 27 |  |
|  | A2/6     | Mirano    | 3        | 18 | 15 |  |
|  | A1/8     | CUS Roma  | CUS Roma | 24 | 21 |  |
|  | A2/5     | Villorba  | Villorba | 3  | 9  |  |
|  | A1/9     | Brescia   | 19       | 15 | 22 |  |
|  | A2/4     | Benevento | 21       | 10 | 4  |  |
|  | A1/10    | Noceto    | 28       | 13 | 3  |  |
|  | A2/3     | Livorno   | 16       | 43 | 6  |  |

## Verdetti
- Amatori Catania e Parma: ammesse ai playoff scudetto serie A1 1988-89
- Amatori Catania e Parma: promosse direttamente in serie A1 1989-90
- Livorno: promossa in serie A1 1989-90 dopo i play-off
- Viadana e Tre Pini Padova: retrocesse in serie B 1989-90